# Gmina

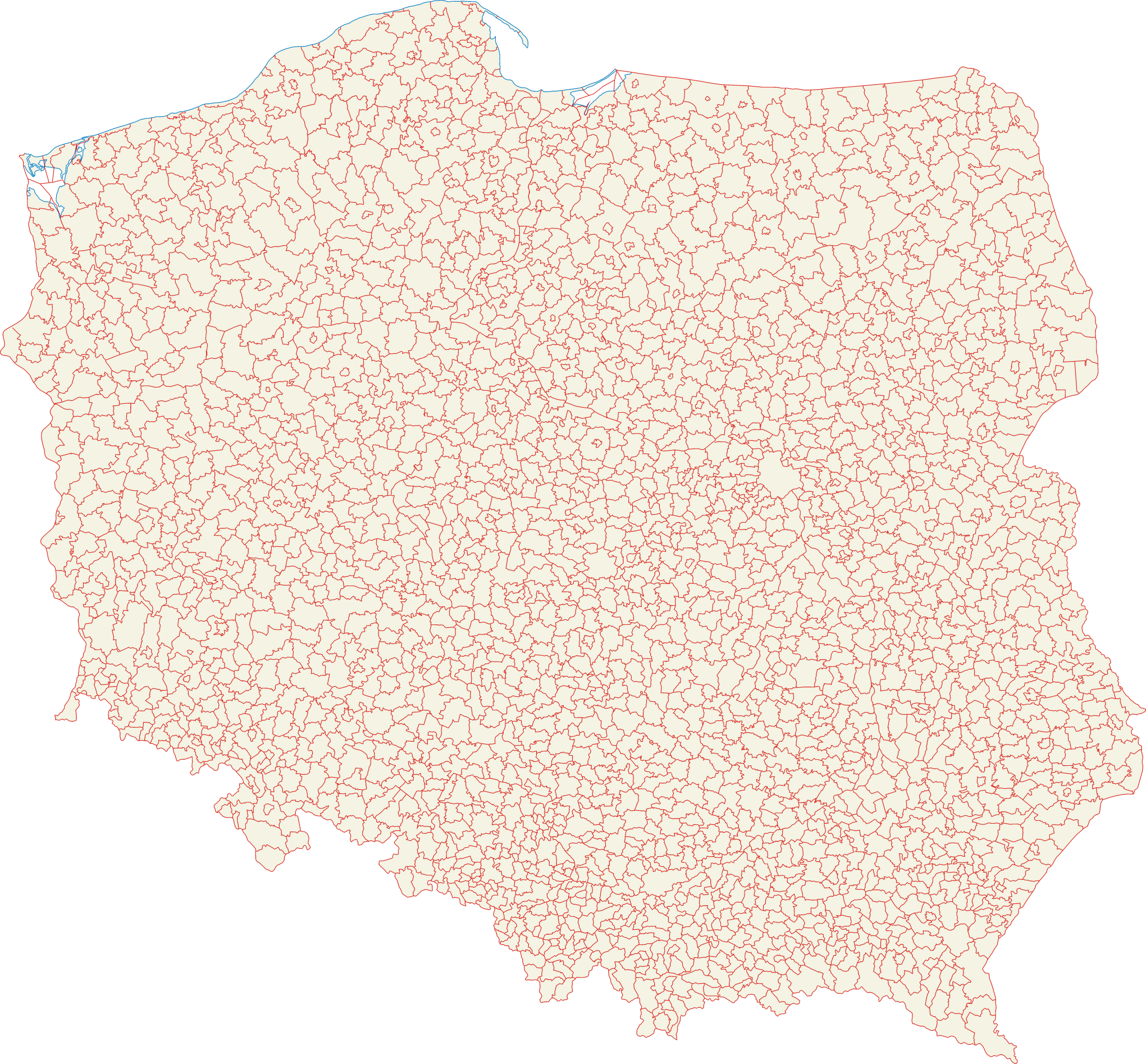
Verdeling van de gmina's in Polen.

Gmina is het laagste bestuurlijke niveau in Polen, en vergelijkbaar met een gemeente in Nederland en België. In 2011 waren er 2479 gmina's. Een gmina kan bestaan uit meerdere steden (miasto) en kleinere plaatsen. Deze plaatsen (dorpen) zijn meestal administratief vastgelegd in een sołectwo.
Gmina is afgeleid van het Duitse woord Gemeinde (gemeente).

## Types
Er bestaan 3 verschillende type gmina's in Polen:
- 306 stadsgemeenten (gmina miejska)
- 602 stad- en landgemeenten (gmina miejsko-wiejska)
- 1571 landgemeenten, rurale gebieden (gmina wiejska)

Aan het hoofd van een gmina staat de rada gminy (gemeenteraad). Een gmina maakt deel uit van een powiat.